# مرگ آلکسی ناوالنی
در تاریخ ۱۶ فوریه ۲۰۲۴، سرویس زندان فدرال روسیه اعلام کرد که آلکسی ناوالنی، فعال اپوزیسیون روسیه در حالی که در حال گذراندن ۱۹ سال حبس در زندان FKU IK - ۳ در روستای خارپ در قطب شمال روسیه بود، درگذشت. کیرا یارمیش، سخنگوی ناوالنی در شبکه‌های اجتماعی گفت که تیم او نمی‌تواند بلافاصله مرگ او را تأیید کند و یک وکیل برای تحقیق به زندان می‌رود. در ۱۷ فوریه ۲۰۲۴، کیرا یارمیش مرگ آلکسی ناوالنی را تأیید کرد و خواستار تحویل جسد او به خانواده‌اش شد.
ناوالنی به‌هنگام مرگ، ۴۷ ساله بود. مرگ او به اعتراضات متعددی در کشورهای مختلف از جمله روسیه منجر شد که در آن ده‌ها معترض بازداشت شدند. سیاستمداران کشورهای مختلف و فعالان اپوزیسیون روسیه مقامات روسیه را مسئول مرگ او دانسته‌اند.

## واکنش‌ها

### داخلی

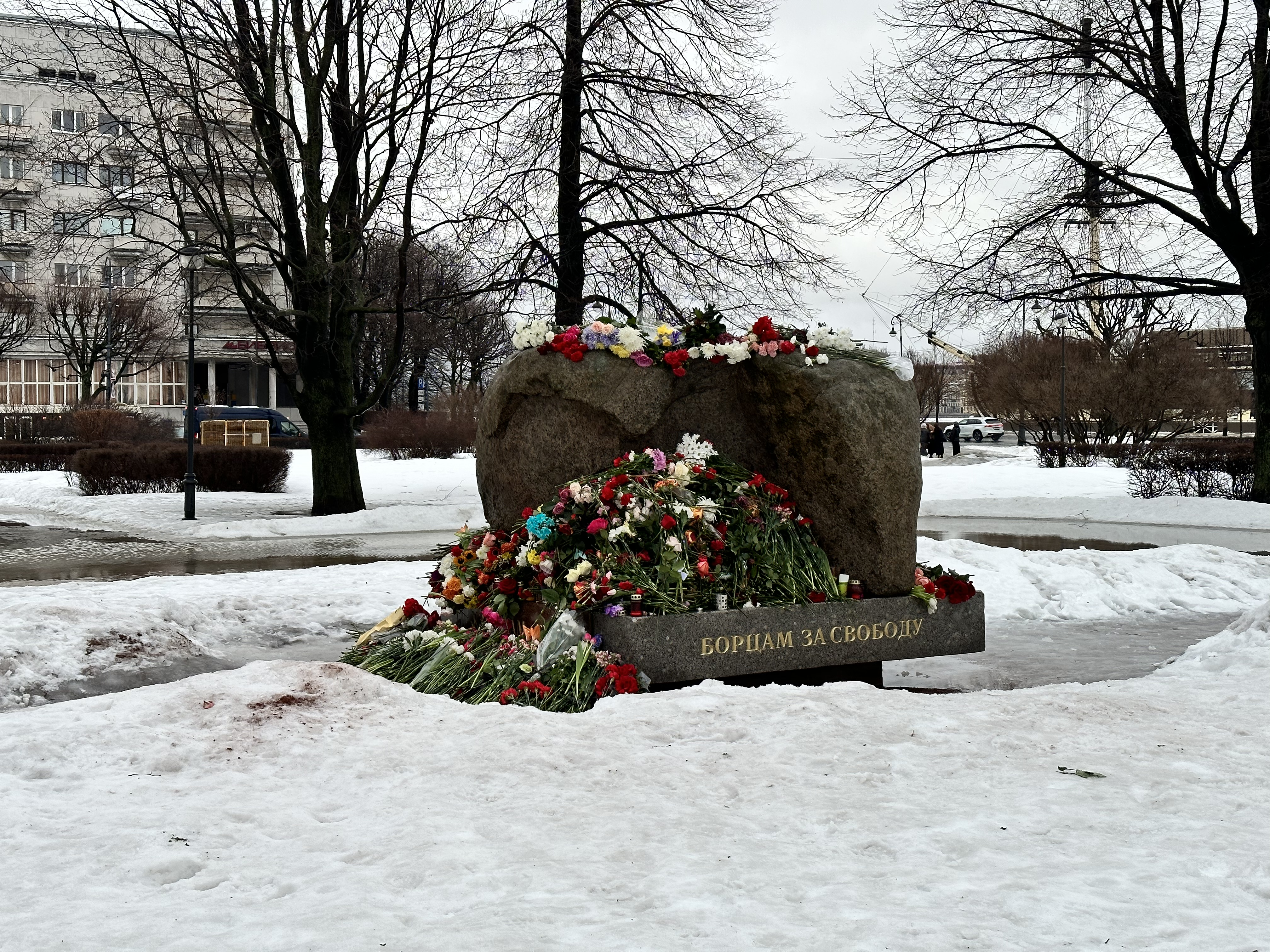
سنت پترزبورگ، روسیه

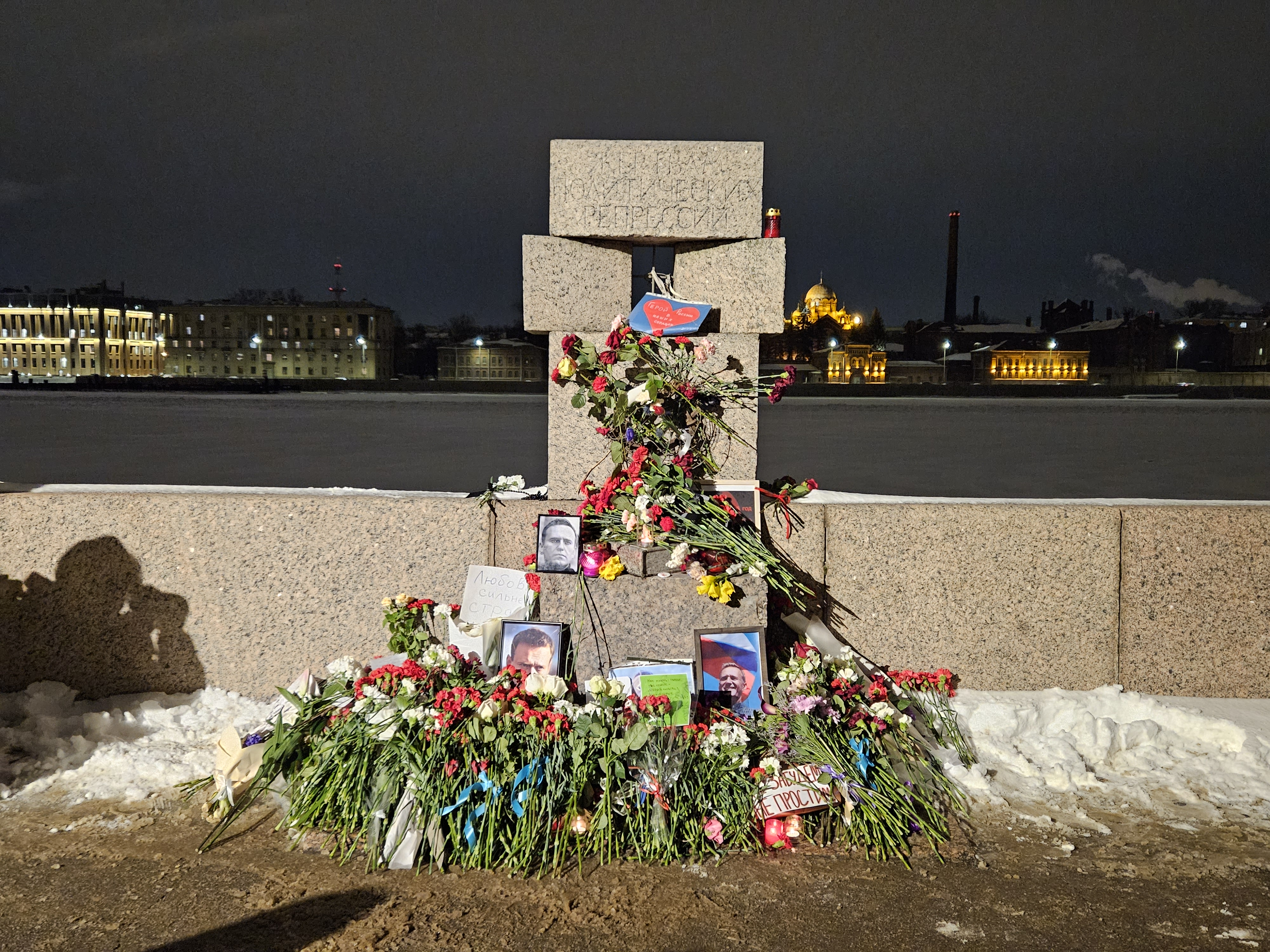
ادای احترام به ناوالنی در بنای یادبود قربانیان سرکوب‌های سیاسی در سنت پترزبورگ، ۱۶ فوریهٔ ۲۰۲۴

یولیا ناوالنایا، همسر آلکسی ناوالنی گفت همهٔ کسانی که مسئول مرگ شوهرش هستند پاسخگو خواهند بود. در ۱۹ فوریهٔ ۲۰۲۴، یولیا در یک پیام ویدئویی ضبط شده اعلام کرد که به راهی که همسرش آغاز کرده ادامه خواهد داد. وی اظهار داشت: «پوتین با کشتن الکسی، نیمی از من را کشت - نیمی از قلب و نیمی از روحم را. اما من هنوز نیم دیگری را دارم. نیمهٔ باقی‌مانده به من می‌گوید که حق ندارم تسلیم شوم. باید بجنگم و تسلیم نشوم. من نمی‌ترسم و شما هم نباید بترسید.» لیودمیلا ناوالنایا، مادر ناوالنی گفت او «نمی‌خواهد هیچ کلمه‌ای برای همدردی را بشنود». وی افزود: «پسرم در روز ۱۲ فوریه در زندان دیده شد. او یک ملاقات داشت. او زنده، سالم و سرحال بود.» ماریا پوچیخ، رئیس هیئت مدیرهٔ بنیاد مبارزه با فساد که توسط ناوالنی تأسیس شده‌است، گفت که او «برای همیشه در قلب میلیون‌ها انسان زنده خواهد بود.» وی تأکید کرد که ناوالنی به قتل رسیده‌است.
میخائیل خودورکوفسکی، یک الیگارش سابق، از مردم روسیه خواست تا به نشانهٔ اعتراض در انتخابات ریاست‌جمهوری ۲۰۲۴، نام ناوالنی را در برگه‌های رأی بنویسند. وی همچنین از کشورهای غربی خواست که دولت پوتین، انتخابات ریاست‌جمهوری و نتیجهٔ آن را نامشروع اعلام کنند. بوریس آکونین، نویسنده گفته «دیکتاتور [پوتین] دیگر نمی‌تواند کاری با ناوالنی انجام دهد. ناوالنی مرده و جاودانه شده‌است.»
یکی از وکلای ناوالنی، لئونید سولوویوف، به نوایا گازتا گفت وقتی یکی از وکلای ناوالنی در ژانویه به ملاقات او رفته بود، او در شرایط «عادی» بود.
با شنیدن خبر درگذشت ناوالنی، مردم روسیه شروع به آوردن گل به بناهای یادبود قربانیان سرکوب‌های سیاسی در اتحاد جماهیر شوروی در شهرهای سراسر کشور کردند. تا ۱۷ فوریهٔ ۲۰۲۴، بیش از ۴۰۰ نفر در ۳۶ شهر روسیه به دلیل شرکت در این گردهمایی‌ها توسط پلیس بازداشت شده‌اند. در برخی از شهرها، گل‌ها توسط پلیس برداشته شد و پلیس از مردمی که به یاد ناوالنی گل می‌گذاشتند تصویربرداری کرد. دفتر دادستانی مسکو به روس‌ها در مورد هرگونه اعتراضات گسترده هشدار داد. تنها در سنت پترزبورگ، ۱۵۴ نفر از بازداشت‌شدگان به دلیل آنچه از سوی مقامات «نقض قوانین» خوانده شد، به ۱۴ روز حبس محکوم شدند.

### دولت روسیه
دمیتری پسکوف، سخنگوی کاخ کرملین به خبرنگاران گفت که پوتین از مرگ ناوالنی مطلع شده‌است. این در حالی است که پوتین در جریان نشستی در چلیابینسک به‌طور علنی در این باره هیچ اظهارنظری نکرد. سرویس زندان فدرال روسیه نیز اعلام کرد که بازرسی‌ها و تحقیقات «مطابق با تمام قوانین» آغاز شده‌است.
رسانه‌های مستقل روسیه گزارش دادند که در فاصلهٔ ۳۰ دقیقه پس از اعلام مرگ ناوالنی، حزب حاکم، روسیهٔ واحد پیامی را به نمایندگان خود در دومای دولتی ارسال کرد تا «به شدت از هرگونه اظهارنظر دربارهٔ مرگ ناوالنی خودداری کنند». رسانه‌های تحت کنترل دولت روسیه حداقل پوشش رسانه‌ای را از مرگ ناوالنی ارائه کردند.
در واکنش به محکومیت‌های بین‌المللی گسترده، سخنگوی وزارت خارجهٔ روسیه، ماریا زاخارووا از کشورهای غربی انتقاد کرد. دمیتری پسکوف نیز واکنش‌های رهبران خارجی را «کاملاً خصمانه و خشن» توصیف کرد. ویاچسلاو ولودین، رئیس دومای دولتی روسیه، ایالات متحده و اتحادیهٔ اروپا را مقصر مرگ ناوالنی دانست. سرگئی میرونوف، نایب‌رئیس دومای دولتی روسیه مرگ ناوالنی را برای «دشمنان روسیه» سودمند دانست.

### بین‌المللی

#### دولت‌ها
- آرژانتین: وزارت امور خارجه آرژانتین با انتشار بیانیه‌ای خواستار تحقیقات دربارهٔ مرگ ناوالنی شد.[۲۸]
- استرالیا: نخست‌وزیر استرالیا، آنتونی آلبانیزی در توئیتی نوشت که استرالیا برای «مرگ غم‌انگیز ناوالنی» عزادار است. وی مرگ ناوالنی را «نابخشودنی» خواند.[۲۹] پنی وانگ، وزیر امور خارجهٔ استرالیا گفت که «مخالفت قهرمانانهٔ ناوالنی با دیکتاتوری سرکوبگرانه و ناعادلانهٔ پوتین الهام‌بخش جهان بوده‌است» و استرالیا دولت روسیه را تنها مسئول مرگ او می‌داند.[۳۰]
- اتریش: رئیس‌جمهور اتریش، الکساندر ون در بلن در شبکه‌های اجتماعی مرگ ناوالنی را تسلیت گفت و نوشت که «ولادیمیر پوتین و رژیم قاتل او مسئول مرگ ناوالنی هستند.»[۳۱]
- بلژیک: الکساندر دی کرو، نخست‌وزیر بلژیک گفت که «مرگ غم‌انگیز ناوالنی دوباره نشان می‌دهد که چرا ما به حمایت از اوکراین ادامه می‌دهیم. روسیه در اوکراین پیروز نخواهد شد. ما به یاد خانواده و دوستان او و همهٔ زندانیان سیاسی شجاع در روسیه هستیم.»[۳۲]
- برزیل: رئیس‌جمهور لوئیس ایناسیو لولا دا سیلوا خواستار تحقیقات دربارهٔ مرگ ناوالنی شد.[۳۳][۳۴]
- بلغارستان: نخست‌وزیر نیکولای دنکوف ناوالنی را نماد مبارزه علیه دیکتاتوری در روسیه خواند و بر ارزش دموکراسی تأکید کرد.[۳۵][۳۶] ماریا گابریل معاون نخست‌وزیر و وزیر امور خارجهٔ بلغارستان از مرگ ناوالنی ابراز تأسف کرد و از «شجاعت قابل توجه او» تمجید کرد. رئیس‌جمهور رومن رادف اظهار داشت که جهان یکی از برجسته‌ترین مبارزان خود را برای حقوق بشر و دموکراسی از دست داد.[۳۷]
- کانادا: جاستین ترودو، نخست‌وزیر کانادا گفت «مرگ ناوالنی همهٔ ما را گیج کرده‌است. این چیزی است که تمام دنیا را به یاد هیولای پوتین می‌اندازد. هیچ شکی نیست که الکسی ناوالنی مرده چون مقابل پوتین ایستاد، مقابل کرملین ایستاد. او طرفدار آزادی و دموکراسی و حق مردم روسیه برای انتخاب آیندهٔ خود بود و این چیزی بود که پوتین به‌شدت از آن می‌ترسید.»[۳۸] ملانی جولی، وزیر امور خارجهٔ کانادا در توییتی نوشت که ناوالنی «آزادی خود را به امید آینده‌ای بهتر و دموکراتیک‌تر برای مردم روسیه فدا کرد» و نوشت که مرگ او «یادآوری دردناک از ادامهٔ رژیم سرکوبگر پوتین است».
- چین: سخنگوی وزارت خارجهٔ چین، مائو نینگ، از اظهارنظر در مورد مرگ ناوالنی خودداری کرد و آن را «امور داخلی روسیه» توصیف کرد.[۳۹]
- کرواسی: دولت کرواسی خواستار تحقیقات شفاف، بازگرداندن جسد ناوالنی به خانواده‌اش و آزادی همه زندانیان سیاسی در روسیه شد.[۴۰] نخست‌وزیر آندری پلنکوویچ «خشم» خود را از مرگ ناوالنی ابراز کرد.[۴۱]
- قبرس: رئیس‌جمهور قبرس، نیکوس کریستودولیدس در توئیتی نوشت: «تاریخ از الکسی ناوالنی به عنوان یک مدافع واقعی و سرسخت آزادی، دموکراسی، حقوق بشر و به عنوان نماد شجاعت و اراده یاد خواهد کرد.»[۴۲]
- جمهوری چک: یان لیپاوسکی، وزیر امور خارجهٔ جمهوری چک نوشت که «روسیه با شهروندانش مانند سیاست خارجی‌اش رفتار می‌کند و به یک کشور خشونت‌بار تبدیل شده‌است که افرادی را که رؤیای آینده‌ای بهتر را در سر می‌پرورانند می‌کشد، مانند نمتسف یا ناوالنی که به‌خاطر ایستادگی در برابر پوتین، زندانی، شکنجه و کشته شده‌اند».[۴۳]
- دانمارک: وزیر امور خارجه و نخست‌وزیر سابق لارس لوکه راسموسن گفت که «روسیه کسی را از دست داد که جرأت داشت برای روسیه متفاوت کار کند» و افزود که دولت روسیه مسئول این اتفاق است.[۴۴]
- استونی: نخست‌وزیر کایا کالاس نوشت که مرگ ناوالنی «یادآوری سیاه دیگری از رژیم سرکش روسیه است که ما با آن سر و کار داریم. روسیه و همهٔ کسانی که مسئول هستند باید در قبال هر یک از جنایاتشان پاسخگو باشند».[۴۵] مارگوس ساهکنا، وزیر امور خارجهٔ استونی اظهار داشت که این خبر «قدرت بی رحمانه، تهاجمی و مخرب» پوتین را نشان می‌دهد.[۴۶]
- فنلاند: نخست‌وزیر پتری اورپو گفت که مسئولیت مرگ ناوالنی با رهبری روسیه است و به خانوادهٔ او تسلیت گفت. رئیس‌جمهور سائولی نینیسته نیز نظرات مشابهی را در یک پست در رسانه‌های اجتماعی بیان کرد.[۴۷]
- فرانسه: امانوئل مکرون، رئیس‌جمهور فرانسه نوشت: «به یاد الکسی ناوالنی هستم. به تعهد و شجاعت او درود می‌فرستم.»[۴۸]
- گرجستان: رئیس‌جمهور سالومه زورابیشویلی مرگ ناوالنی را «یک تراژدی برای همهٔ مدافعان دموکراسی و حقوق بشر» خواند و به خانوادهٔ او و «کسانی که در روسیه به مبارزهٔ خود برای دموکراسی ادامه می‌دهند» تسلیت گفت.[۴۹][۵۰]
- آلمان: اولاف شولتس، صدراعظم آلمان گفت که او «هزینهٔ شجاعت خود را با زندگی‌اش پرداخت کرده‌است.»[۵۱]
- یونان: نخست‌وزیر کیریاکوس میتسوتاکیس گفت: «ناوالنی به شدت برای دموکراسی جنگید و در مقابل یک رژیم وحشی و خودکامه ایستاد. رژیمی که مطمئن شد ناوالنی برای شجاعت خود ابتدا با آزادی‌اش و اکنون با جانش هزینه خواهد کرد. قلب ما با خانوادهٔ او است.»[۵۲]
- مجارستان: پس از چند روز سکوت دولت مجارستان دربارهٔ مرگ ناوالنی، در ۲۶ فوریه، ویکتور اوربان، نخست‌وزیر مجارستان، در یک جلسه پارلمان به مرگ ناوالنی واکنش نشان داد. او در واکنش به درخواست یکی از سیاستمداران اپوزیسیون که از نمایندگان خواسته بود به احترام ناوالنی برخیزند، گفت «شوونیست ها سزاوار هیچ احترامی نیستند و ما از کسی که از گرجی‌ها در جنگ گرجستان به عنوان موش در برابر روسیه یاد می‌کند دفاع نخواهیم کرد.»[۵۳]
- ایسلند: رئیس‌جمهور ایسلند گفت که مرگ ناوالنی «عمیقاً ناراحت‌کننده بود» و «مرگ او گواهی بر روند ادامه‌دار ساکت کردن مخالفان سیاسی در روسیه» است.[۵۴]
- جمهوری ایرلند: نخست‌وزیر لیو وردکار گفت که «روسیه یک کشور عمیقاً سرکوبگر است و هر کسی که رئیس‌جمهور پوتین را به چالش می‌کشد، جان خود را به خطر می‌اندازد.» مایکل مارتین، قائم‌مقام نخست‌وزیر، گفت که مرگ ناوالنی «نشانه‌ای از عدم احترام به حاکمیت قانون و حمایت از حقوق بشر در روسیه است.»[۵۵]
- ایتالیا: نخست‌وزیر ایتالیا، جورجا ملونی گفت که مرگ ناوالنی «ناراحت‌کننده» بود و آن را هشداری برای بقیهٔ جهان دانست.[۴۳]
- لتونی: رئیس‌جمهور ادگارس رینکویکس به خانواده و دوستان ناوالنی تسلیت گفت و اظهار داشت که ناوالنی «به طرز وحشیانه‌ای توسط کرملین به قتل رسید. این یک واقعیت است و این چیزی است که باید در مورد ماهیت واقعی رژیم فعلی روسیه بدانیم.»[۵۶][۵۷][۵۸]
- لیتوانی: رئیس‌جمهور لیتوانی دولت روسیه را مسئول کشته شدن ناوالنی دانست و خواستار اقدام قاطع شد.[۵۹][۶۰]
- مالت: وزیر امور خارجه مالت، یان بورگ به خانواده ناوالنی تسلیت گفت. او از مقامات روسیه خواست تا درباره علت مرگ ناوالنی شفاف‌سازی کنند.[۶۱]
- مولدووا: رئیس‌جمهور مایا ساندو به خانوادهٔ ناوالنی و «همهٔ کسانی که شجاعانه برای آزادی و دموکراسی در داخل و خارج از روسیه می‌جنگند» تسلیت گفت.[۶۲]
- هلند: نخست‌وزیر هلند، مارک روته گفت که ناوالنی «برای ارزش‌های دموکراتیک و علیه فساد مبارزه کرد» و «بهای این مبارزهٔ خود را در حالی که در سخت‌ترین و غیرانسانی‌ترین شرایط نگهداری می‌شد» با «مرگ» پرداخت.[۶۳]
- نیوزیلند: نخست‌وزیر نیوزیلند، کریستوفر لکسون گفت که از شنیدن خبر مرگ ناوالنی «متأسف» است. وی او را «حامی سرسخت آزادی و مبارزه با فساد» خواند.[۶۴]
- نروژ: وزیر امور خارجهٔ نروژ در ایکس گفت که «دولت روسیه مسئولیت سنگین مرگ ناوالنی را بر عهده دارد».[۴۳]
- لهستان: نخست‌وزیر لهستان، دونالد توسک در ایکس گفت: «الکسی، ما هرگز تو را فراموش نخواهیم کرد و هرگز آن‌ها را نخواهیم بخشید.»[۶۵]
- پرتغال: وزیر امور خارجه پرتغال، ژائو گومز کراوینیو  ولادیمیر پوتین را مسئول مرگ ناوالنی دانست.[۶۶]
- رومانی: رئیس‌جمهور کلاوس یوهانیس در رسانه‌های اجتماعی با ابراز تسلیت، از مقامات روسیه خواست تا تحقیقات شفاف و منسجمی دربارهٔ مرگ ناوالنی انجام دهند.[۶۷][۶۸]
- اسلوونی: وزیر امور خارجه اسلوونی، تانیا فاجون نسبت به مرگ ناوالنی ابراز خشم کرد. او اظهار داشت که مسئولیت مرگ ناوالنی بر عهده ولادیمیر پوتین است و از دستگیری افرادی که علناً به ناوالنی ادای احترام کرده‌اند، انتقاد کرد.[۶۹][۷۰]
- اسپانیا: نخست‌وزیر اسپانیا، پدرو سانچز به «خانواده و دوستان ناوالنی» و به «همهٔ کسانی که در روسیه از ارزش‌های دموکراتیک دفاع می‌کنند و برای آن بالاترین هزینه‌ها را پرداخت می‌کنند» تسلیت گفت.[۶۵]
- سوئد: نخست‌وزیر اولف کریسترسون در توئیتی نوشت «مقامات روسیه و شخص رئیس‌جمهور پوتین مسئول این هستند که الکسی ناوالنی دیگر زنده نیست.»[۷۱]
- سوئیس: وزارت امور خارجه سوئیس با انتشار بیانیه‌ای گفت «سوئیس از مرگ آلکسی ناوالنی، مدافع برجسته دموکراسی و حقوق بشر، وحشت زده است.» این سازمان افزود که منتظر بررسی علت مرگ وی است و با خانواده ناوالنی ابراز همدردی کرد.[۷۲]
- اوکراین: ولودیمیر زلنسکی، رئیس‌جمهور اوکراین، پوتین را مقصر مرگ ناوالنی دانست. او گفت «کاملاً واضح است که ناوالنی توسط پوتین کشته شده‌است. او همانند هزاران نفر دیگر، شکنجه و کشته شد. پوتین اهمیتی نمی‌دهد که چه کسی بمیرد، او فقط می‌خواهد که در قدرت باقی بماند.»[۴۹]
- بریتانیا: ریشی سوناک، نخست‌وزیر بریتانیا گفت که ناوالنی «شجاعتی باورنکردنی را در طول زندگی از خود نشان داد» و مرگ او «خبری وحشتناک» بود.[۷۳] وزیر امور خارجهٔ بریتانیا و نخست‌وزیر سابق، دیوید کامرون گفت که «ما باید پوتین را در این مورد پاسخگو کنیم» و «این کار او باید عواقبی داشته باشد».[۷۴] دولت بریتانیا دیپلمات‌های سفارت روسیه در لندن را احضار کرد تا بر موضع خود مبنی بر این‌که مقامات روسیه را «کاملاً مسئول» مرگ ناوالنی می‌داند، تأکید کند.[۷۵]
- ایالات متحده آمریکا: جو بایدن، رئیس‌جمهور ایالات متحده میراث ناوالنی را ستود و گفت: «او هر چیزی بود که پوتین نیست. او شجاع بود، او پایبند به اصول و متعهد بود، او وقف ساختن روسیه‌ای بود که در آن حاکمیت قانون وجود داشت و برای همه اعمال می‌شد». وی با بیان این‌که پوتین را مسئول مرگ ناوالنی می‌داند، افزود که از گزارش‌های مربوط به کشته شدن ناوالنی در زندان «هم تعجب نمی‌کند و هم خشمگین است».[۷۶] وزیر امور خارجهٔ ایالات متحده، آنتونی بلینکن اظهار داشت که «تثبیت و ترس از یک مرد تنها نشان‌دهندهٔ ضعف و پوسیدگی در قلب سیستمی است که پوتین ساخته‌است. روسیه مسئول مرگ ناوالنی است».[۷۶] مشاور امنیت ملی آمریکا، جیک سالیوان این خبر را «یک تراژدی وحشتناک» خواند.[۷۷] معاون رئیس‌جمهور ایالات متحده، کامالا هریس مرگ ناوالنی را نمونه‌ای دیگر از «وحشیگری پوتین» خواند و گفت «روسیه مسئول است».[۷۸]

#### سازمان‌های بین‌المللی
- اتحادیه اروپا: رئیس شورای اروپایی، شارل میشل گفت که ناوالنی «برای آزادی و دموکراسی جنگید» و «برای آرمان‌های خود، نهایت فداکاری را کرد».[۶۳] رئیس کمیسیون اروپا، اورزولا فون در لاین نوشت که از شنیدن خبر مرگ ناوالنی «عمیقاً ناراحت و غمگین» شده‌است.[۷۹] نمایندهٔ عالی اتحادیهٔ اروپا در سیاست خارجی و امور امنیتی، جوزپ بورل نیز تأثر خود را ابراز کرد و ناوالنی را «مردی بسیار شجاع» توصیف کرد.[۸۰] اورزولا فون در لاین و جوزپ بورل در بیانیه‌ای مشترک اعلام کردند که اتحادیهٔ اروپا هر کاری که بتواند برای پاسخگویی روسیه در قبال مرگ ناوالنی انجام خواهد داد. آن‌ها همچنین خواستار آزادی سایر زندانیان سیاسی در روسیه شدند.[۸۱]
- ناتو: دبیرکل ناتو ینس استولتنبرگ گفت که «از گزارش‌هایی که از روسیه می‌رسد ناراحت و نگران است» و خواستار تحقیق دربارهٔ مرگ ناوالنی شد.[۸۱]
- سازمان ملل متحد: دبیرکل سازمان ملل متحد، آنتونیو گوترش خواستار تحقیقات کامل دربارهٔ مرگ ناوالنی شد.[۸۲] آلیس جیل ادواردز، گزارشگر ویژهٔ سازمان ملل در مورد شکنجه و سایر رفتارها یا مجازات‌های ظالمانه، غیرانسانی یا تحقیرآمیز گفت که چندین کارشناس مستقل سازمان ملل از جمله خود او از دولت روسیه خواستند تا به شرایط تنبیهی که ناوالنی در آن نگهداری می‌شد پایان داده شود اما درخواست‌های آن‌ها از کرملین آشکارا نادیده گرفته شد. کارشناسان سازمان ملل متحد بار دیگر خواستار آزادی سایر زندانیان سیاسی روسیه از جمله ولادیمیر کارا-مورزا، ایلیا یاشین و الکسی گورینوف شدند.[۸۳]

#### دیگران
- استرالیا: پیتر داتون، رهبر حزب لیبرال، در توییتر نوشت که ناوالنی «به دنبال نجات کشورش از دست یک دیکتاتور قاتل بود. او مسموم، شکنجه و به اشتباه زندانی شده بود.» و «جانش را برای کشور و مردمی که دوستش داشت از دست داد».[۸۴]
- جمهوری آذربایجان: رهبر جبههٔ خلق آذربایجان، علی کریم‌لی، اظهار داشت که «قتل الکسی ناوالنی یکی از شرم‌آورترین صفحات تاریخ روسیه است». کریم‌لی ناوالنی را «سیاستمداری بسیار مصمم، با استعداد و درخشان» توصیف کرد.[۸۵]
- : رهبر اپوزیسیون بلاروس سوتلانا تیخانوفسکایا نوشت: «قلب من امروز با خانوادهٔ ناوالنی است. این تراژدی دلیل دیگری است بر این‌که برای دیکتاتورها، زندگی بشر ارزشی ندارد.»[۴۸]
- کانادا: پیر پالیو رهبر حزب محافظه‌کار در توییتی نوشت: «پوتین ناوالنی را به خاطر مخالفت با رژیم زندانی کرد.» اعضای حزب محافظه‌کار پوتین را به دلیل مرگ ناوالنی محکوم کردند.[۸۶]
- گرجستان: لوان خابیشویلی، رهبر حزب جنبش ملی متحد در توییتی نوشت: «قتل ناوالنی زنگ خطری برای همه کسانی است که به آینده آزادی اهمیت می‌دهند». این حزب رفتار رژیم روسیه با مخالفان خود را با زندانی شدن میخائیل ساکاشویلی، رئیس‌جمهور سابق گرجستان مقایسه کرد.[۸۷]
- آلمان: فریدریش مرتس، رهبر حزب اتحادیه دموکرات مسیحی آلمان گفت که مرگ ناوالنی «یک دستور واضح از سوی رئیس جمهور روسیه بود».[۸۸]
- ایتالیا: الی شلاین، رهبر حزب دموکراتیک ایتالیا گفت که «دولت روسیه مسئول مرگ ناوالنی است.»[۸۹]
- بریتانیا: کی‌یر استارمر، رهبر حزب کارگر، در توییتی نوشت که «ناوالنی شجاعت باورنکردنی و غیرممکنی را در مبارزه خود برای دموکراسی در روسیه نشان داد» و مرگ او را «خبری وحشتناک برای روسیه» توصیف کرد.[۹۰]
- ایالات متحده آمریکا: رئیس‌جمهور سابق ایالات متحده، دونالد ترامپ پرونده‌های حقوقی خود را با چالش‌های ناوالنی در طول مبارزات سیاسی‌اش مقایسه کرد.[۹۱] در پاسخ، نیکی هیلی، رقیب او در انتخابات مقدماتی ریاست جمهوری حزب جمهوری خواه در سال ۲۰۲۴، گفت که ترامپ «به طرفداری از ولادیمیر پوتین ادامه می‌دهد - مردی که مخالفان سیاسی خود را می‌کشد، روزنامه‌نگاران آمریکایی را گروگان نگه می‌دارد و هرگز تمایل خود برای نابودی آمریکا را پنهان نکرده است.»[۹۲]
- دبیرکل عفو بین‌الملل، اگنس کالامار از سازمان ملل متحد خواست تا "روش‌ها و مکانیزم‌های ویژهٔ خود را برای رسیدگی به مرگ ناوالنی به کار گیرد".[۹۳]
- تیرانا حسن، مدیر اجرایی دیده‌بان حقوق بشر گفت «مقامات روسیه مسئولیت کامل آنچه برای ناوالنی رخ داده‌است را بر عهده دارند.»[۹۴]
- پزشکان برای حقوق بشر بیانیه‌ای منتشر کرد و گفت که مرگ ناوالنی «نیازمند تحقیقات مستقل و دقیق مطابق با استانداردهای بین‌المللی است.»[۹۵]
- فدراسیون بین‌المللی حقوق بشر بیانیه‌ای منتشر کرد و گفت که «علت مرگ ناوالنی ناشناخته است، اما بدرفتاری با او - به خودی خود مصداق نقض شدید حقوق بشر است - و احتمالاً در مرگ او نقش داشته است. مسئولیت مرگ ناوالنی بر عهده مقامات روسیه است.»[۹۶]

#### شهروندان
تجمع‌هایی برای ادای احترام به ناوالنی در اتریش، آرژانتین، ارمنستان، بلژیک، بلغارستان، جمهوری چک، دانمارک، استونی، فرانسه، آلمان، گرجستان، ایرلند، اسرائیل، ایتالیا، لتونی، ژاپن، قرقیزستان، لیتوانی، مولداوی، هلند، نروژ، لهستان، پرتغال، رومانی، صربستان، آفریقای جنوبی، اسپانیا، سوئیس، ترکیه، بریتانیا، سوئد و ایالات متحده برگزار شد. پلیس ترکیه در واکنش به تجمع در شهر استانبول شروع به بازداشت معترضان و سرکوب مردم کرد. تجمع‌هایی به حمایت از ناوالنی در بلاروس، کوبا، یونان، تایلند، ازبکستان و ویتنام نیز برگزار شد. مردم در تاشکند، ازبکستان و آلماتی، قزاقستان با تقدیم گل، یاد او را گرامی داشتند.
در ۱۷ فوریه نمایشگاهی به یاد ناوالنی و دیگر مخالفان دولت روسیه در کتابخانهٔ اوودی در هلسینکی افتتاح شد. گروهی از مردم روسیه ساکن در هلسینکی نیز طوماری را برای تغییر نام پارکی در مجاورت سفارت روسیه به افتخار ناوالنی ترتیب دادند.
تاکر کارلسن، روزنامه‌نگار و تحلیل‌گر آمریکایی، که به‌دلیل میزبانی «مصاحبهٔ ولادیمیر پوتین» با انتقادات فراوانی مواجه شده‌است، به دیلی میل گفت: «آنچه برای ناوالنی اتفاق افتاد وحشتناک است. همه چیز وحشیانه و وحشتناک است. هیچ فرد شایسته‌ای از آن دفاع نمی‌کند.»
خوانندهٔ ایرلندی، بونو از گروه یوتو، در کنسرتش در لاس وگاس، حاضران را مخاطب قرار داد و گفت: «امشب افرادی که به آزادی اعتقاد دارند باید نام ناوالنی را بگویند. نه فقط آن را به خاطر بسپارند، بلکه آن را بگویند.»